# A (моторна яхта)
«A» — моторна яхта, яку спроєктували Філіп Старк та Мартін Френсіс і побудувала фірма Blohm + Voss на корабельні HDW в Кілі. Яхта була замовлена у листопаді 2004 року та передана замовнику у 2008 році. За непідтвердженими даними, вартість яхти становить 300 млн доларів США. Яхта має довжину 119 м і водотоннажність 6000 тонн, що робить її однією з найбільших яхт у світі.
Не слід плутати з однойменною вітрильною яхтою, спущеною на воду в 2017 році і яка також належить Мельниченко.
Дизайн яхти, названої за першими літерами імен власників, Андрія та Олександри Мельниченків, викликав найрізноманітніші думки. Яхту порівнюють з підводними човнами та військовими кораблями, а журналісти зійшлися на думці, що «це найпривабливіший і найвідразніший корабель у світі».

## Провенанс
Як звичайно буває з розкішними яхтами, на момент спуску на воду про A було відомо небагато. Корабельня Blohm + Voss випустила в грудні 2004 року прес-реліз, в якому будівництво згадувалося як Проєкт Sigma, і під цим ім'ям яхта була відома в ході будівництва. При цьому вказувалася довжина 118 м (на метр коротше за реальні параметри), а дизайнерами були названі Філіп Старк і архітектор-корабел Ніл Вейд. За деякими заявами, Старку знадобилося всього 3,5 години, щоб намалювати остаточний ескіз, чий скошений у зворотний бік ніс і форма, що нагадує військові кораблі початку XX століття, одразу породили порівняння з бойовими кораблями «стелс» ].
У прес-релізі також наголошувалося, що власник яхти Pelorus російський підприємець Роман Абрамович не є замовником проєкту Sigma. Однак, оскільки в цей же час Pelorus проходив ремонт і переробку на тій же корабельні під керівництвом тієї ж компанії, що керувала, продовжували ходити чутки про одного власника обох судів. Про те, що власником яхти є Мельниченко, стало відомо лише після передачі судна власнику у липні 2008 року.

## Будівництво та спуск на воду

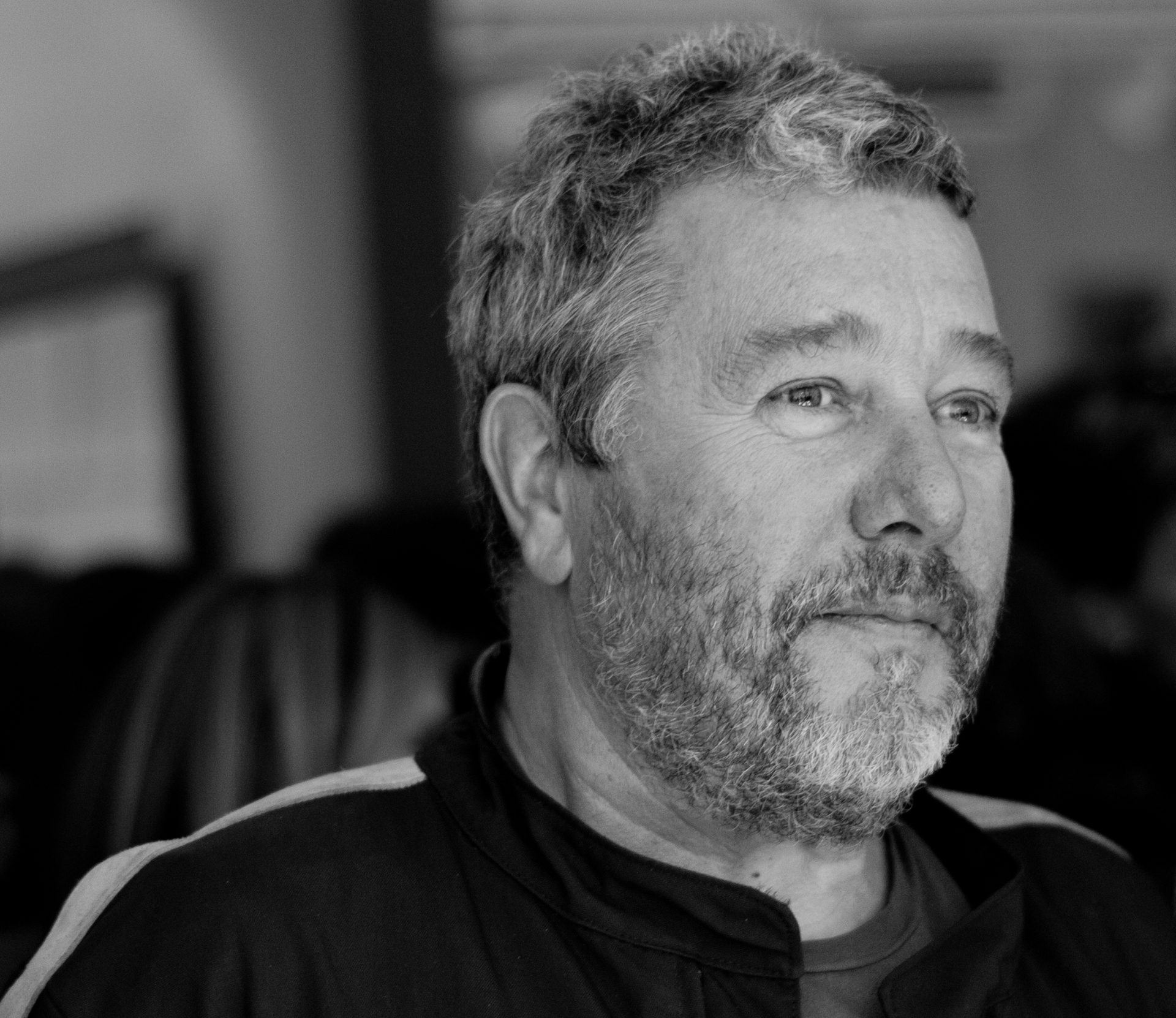
Дизайнер Філіп Старк розробив силует A

Проєкт Sigma отримав заводський номер 970 (яхта стала 970-м судном, побудованим Blohm + Voss), однак, оскільки верф у Гамбурзі була зайнята перебудовою Pelorus, будівництво перенесли на верф Howaldtswerke-Deutsche Werft (HDW), що належить одному з дочірніх підприємств Blohm + Voss — ThyssenKrupp Marine Systems.
Будівництво тривало три роки в обстановці суворої таємності. Вперше яхту показали у січні 2008 року. Після спуску на воду яхта одержала позначення SF99, нанесене на корму. Через шість тижнів яхта знову вийшла з дока для коротких ходових випробувань у протоці поряд з верф'ю. І нарешті, у березні яхта вийшла з фіорда Кіль на повномасштабні ходові випробування у Балтійському морі.
Перед передачею замовнику в травні 2008 яхта була названа A. Ім'я відображає ініціали імен власника та його дружини Олександри. Газета Sunday Times припустила, що така назва була обрана, «щоб ніщо не могло стояти вище у списку найбільших судів».

## Технічні особливості
A оснащена двома 20-циліндровими дизельними двигунами MAN RK280 потужністю близько 12000 к. с. Максимальна швидкість на повному ходу в штиль становить близько 23 вузлів. На крейсерській швидкості 19 вузлів запас ходу яхти становить 6500 морських миль, які вона може подолати за 16 днів, витративши 750 000 літрів палива. При цьому, за словами дизайнера Філіпа Старка, яхта практично не залишає кільватерного сліду.
Внутрішнє оздоблення та обладнання яхти відповідає статусу подібних суден і включає безліч дизайнерських знахідок та безліч розважального обладнання.